# Mięśnie aksillarne

Skleryty skrzydłowe. tg: tegula, Humeral plate: płytka humeralna, First Axillary: pierwszy skleryt aksillarny, Second Axillary: drugi skleryt aksillarny, Third Axillary: trzeci skleryt aksillarny, Fourth Axillary: czwarty skleryt aksillarny, bf: bazalny fałd skrzydła, Proximal plate: przednia płytka medialna, Distal plate: tylna płytka medialna, ANP: przedni wyrostek notalny tergitu, PNP: tylny wyrostek notalny tergitu, axillary cord: costula tendinis, Vannus: pole analne, C: żyłka kostalna, Sc: żyłka subkostalna, R: żyłka radialna, M: żyłka medialna, Cu: żyłka kubitalna, PCu: żyłka postkubitalna, A: żyłki analne, JA: żyłki jugalne.

Mięśnie aksillarne (łac. musculi axillares) – występujące w tułowiu owadów mięśnie łączące pleury ze sklerytami aksillarnymi lub płytką aksillarną.
Mięśnie aksillarne odpowiadają za bardziej złożone niż "góra-dół" ruchy skrzydeł, a u nowoskrzydłych także za ich składanie nad odwłokiem.
U nowoskrzydłych i jętek mięśnie aksillarne zaczepiają się na sklerytach aksillarnych położonych w aksillarnym polu skrzydła i są jedynymi mięśniami bezpośrednio połączonymi z nasadą skrzydła. Wśród nowoskrzydłych tylko muchówki dysponują mięśniem zaczepionym o pierwszy skleryt aksillarny. U przedstawicieli bzygowatych mięsień ów składa się z dwóch części, z których jedna bierze swój początek na episternicie, a druga za listewką pleuralną. Punkt zaczepu obu z nich jest wspólny, położony na wewnętrznej krawędzi pierwszego sklerytu aksillarnego. Mięsień ten ciągnąc ów skleryt skręca go ku górze na stawie łączącym go z tergum i tym samym może brać udział w zginaniu skrzydła.
Mięsień zaczepiony na nasadzie trzeciego sklerytu aksillarnego występuje wśród owadów uskrzydlonych powszechnie i u nowoskrzydłych bierze udział bezpośrednio w składaniu skrzydła. W podstawowej formie ma postać pojedynczego pęku włókien mięśniowych wychodzącego z listewki pleuralnej, ale jego rozmiary mogą być różne i może się składać z rozgałęzień biorących początek na episternicie, listewce pleuralnej i epimerycie. Skurcz mięśnia powoduje u nowoskrzydłych obrót trzeciego sklerytu aksillarnego grzbietowo i do wewnątrz na swoim dosiebnym stawie, wskutek czego część skrzydła (powierzchnia alarna) składa się ku tyłowi wzdłuż bazalnej linii zgięcia (łac. plica basalis, zachodząc na pole aksillarne.
U ważek mięśnie aksillarne nie służą składaniu skrzydeł i zaczepiają na tylnej części jednolitej płytki aksillarnej.
Do mięśni aksillarnych śródtułowia (I pary skrzydeł) należą: musculus mesanepisterno-axillaris, musculus mesepimero-axillaris secundus i musculus mesepimero-axillaris tertius, a do mięśni aksillarnych zatułowia (II pary skrzydeł) musculus metanepisterno-axillaris, musculus metepimero-axillaris secundus i musculus metepimero-axillaris tertius.